# Rhophitulus brunneicornis
Rhophitulus brunneicornis är en biart som först beskrevs av Embrik Strand 1910.  Rhophitulus brunneicornis ingår i släktet Rhophitulus och familjen grävbin. Inga underarter finns listade i Catalogue of Life.